# Prasinocyma subfasciata
Prasinocyma subfasciata là một loài bướm đêm trong họ Geometridae.